# Селец (Буда-Кошелёвский район)
Селец (бел. Сялец) — деревня в Кошелёвском сельсовете Буда-Кошелёвского района Гомельской области Белоруссии.
На востоке граничит с лесом.

## География

### Расположение
В 6 км на северо-восток от районного центра и железнодорожной станции Буда-Кошелёвская (на линии Жлобин — Гомель), 54 км от Гомеля.

### Гидрография
На западе река Липа (приток реки Сож).

## Транспортная сеть
Транспортные связи по просёлочной, затем автомобильной дороге Чечерск — Буда-Кошелёво. Планировка состоит из прямолинейной улицы, ориентированной с юго-востока на северо-запад и застроенной преимущественно деревянными домами усадебного типа. В 1987 году построены кирпичные дома на 50 квартир, в которых разместились переселенцы из загрязнённых радиаций мест после Чернобыльской катастрофы.

## История
Найденный в деревне клад из польских, рижских, прусских, литовских серебряных монет XVII века свидетельствует о давней заселённости этих мест. По письменным источникам известна с XVIII века. В 1824 года деревня Сельца в казённом поместье Кошелёво Рогачёвского уезда Могилёвской губернии. В 1847 году 28 дворов и 10 незаселённых участков, трактир. По переписи 1897 года находились: церковно-приходская школа, хлебозапасный магазин, часовня. В 1909 году 443 десятин земли. Рядом был одноимённый выселок.
В 1925 году в Кошелёвском сельсовете Бобруйского округа. В 1930 году организован колхоз, работали кузница и ветряная мельница. Во время Великой Отечественной войны оккупанты создали в деревне свой опорный пункт, который в сентябре 1943 года разгромили партизаны. В боях около деревни погибли 3 партизана (похоронены в братской могиле на кладбище). В октябре 1943 года каратели сожгли деревню и убили 16 жителей, 61 житель деревни погиб на фронте. В 1959 году в составе совхоза имени П. Я. Головачёва (центр — деревня Кошелёво).

## Население

### Численность
- 2004 год — 65 хозяйств, 100 жителей.

### Динамика
- 1847 год — 28 дворов.
- 1897 год — 61 двор, 389 жителей (согласно переписи).
- 1909 год — 64 двора, 526 жителей.
- 1925 год — 89 дворов.
- 1959 год — 458 жителей (согласно переписи).
- 2004 год — 65 хозяйств, 100 жителей.

## Достопримечательность
- Святой источник